# قذف
قَذْف نوعی دشنام و به معنای متهم کردن شخصی به زنا یا لواط است و در فقه اسلامی و حقوق کیفری ایران جرم دانسته می‌شود. فقهای شیعه به‌طور اجماع بر اساس آیه ۴ سوره نور قذف‌کننده را مستحق مجازات، به میزان هشتاد ضربه شلاق دانسته‌اند آنان شرایط قذف را در «کتاب حدود» مقرر کرده‌اند، قانون مجازات اسلامی ایران نیز به پیروی از آن و با ترجمه عبارات کتب فقهی مواد ۲۴۵ تا ۲۶۱ خود را (کتاب دوم حدود، بخش دوم جرائم موجب حد، فصل چهارم قذف) به این موضوع اختصاص داده‌است.

## تعریف قذف از دیدگاه قانون مجازات اسلامی ایران
طبق ماده ۲۴۵ ق.م.ا قذف عبارت است از نسبت دادن زنا یا لواط به شخص دیگر هر چند مرده باشد.

## شرایط اجرای حد قذف

### درخواست مقذوف
قذف در زمره حقوق الناس است و «اجرای حد قذف منوط به مطالبه مقذوف است». منظور از مقذوف شنونده دشنام نیست، بلکه کسی است که نسبت ناروا به او داده شده‌است. پس اگر کسی بگوید: پدرت برای تو زنا کرد؛ پدرش را قذف کرده. یا: مادرت زنا کرد؛ مادرش را قذف کرده‌است و همچنین است اگر کسی بگوید: ای شوهر زانیه یا ای مادر زانیه یا ای برادر زانیه.

### عقل و بلوغ
«قذف در مواردی موجب حد می‌شود که قذف کننده بالغ و عاقل و مختار و دارای قصد باشد و قذف شونده نیز بالغ و عاقل و مسلمان و عفیف باشد». نبود هر یک از این شرایط موجب سقوط حد است.

### دانستن معنای قذف
برای آنکه شخصی مرتکب این جرم شود باید عنصر معنوی آن را دارا باشد؛ بنابراین «اگر گوینده معنای الفاظی (مانند دیوث) که برای قذف به کار می‌برد را نداند، چیزی بر او نخواهد بود.». و همچنین بایستی از کلمات روشن و بدون ابهام استفاده شود. اما لازم نیست کسی که قذف می‌شود معنای کلمات را بداند.

## قذف کردن خواهر یا برادر ، مادر یا پدر ، همسر
ماده ۲۵۴ (ق.م.ا مصوب ۹۲)
کسی که به قصد نسبت دادن زنا یا لواط به دیگری،الفاظی غیر از زنا یا لواط به کار ببرد که صریح در انتساب زنا یا لواط به افرادی قبیل همسر،پدر،مادر،خواهر یا برادر مخاطب باشد، نسبت به کسی که زنا یا لواط را به او نسبت داده است، محکوم به حد قذف و دربارهٔ مخاطب اگر به علت این انتساب اذیت شده باشد، به مجازات توهین محکوم می‌گردد.
پ.ن: قانون مجازات اسلامی مصوب ۱۳۷۰/۵/۸، کلیات - حدود - قصاص - دیات، شامل ۴۹۷ ماده بوده‌است و کتاب پنجم تعزیرات و مجازات بازدارنده مصوب۱۳۵۷ و جرایم رایانه ای مصوب ۱۳۸۸/۳/۵ از ماده ۴۹۸ شروع می‌شده‌است.
چهار کتاب اول قانون جدید شامل، کلیات-حدود-قصاص-دیات مصوب ۱۳۹۲/۲/۱ بالغ بر ۷۲۸ ماده گردیده است.
بنا بر این ماده‌هایی که در این مقاله دیده می‌شود از این پارت به بعد برای قانون قدیمی می‌باشد.
برای دانستن از حدود قذف بهتر است مواد ۲۴۵ الی ۲۶۱ قانون مجازات اسلامی مصوب ۱۳۹۲ را مطالعه کنید.

## دشنام
در ماده ۱۴۵ قانون مجازات «هر دشنامی که باعث اذیت شنونده شود» موجب تعزیر دانسته شده؛ کلماتی مانند خوک، سگ، حقیر، پست، کافر، مرتد و هر کلمه‌ای که در عرف یا به حسب معنای کلمه موجب اذیت باشد. مگر در شرایطی که فحش خورنده مستحق تحقیر باشد.

## انواع قذف
برخی از موارد قذف مشمول حد دانسته نشده و برای آن‌ها تعزیر مقرر شده‌است. قانون مجازات اسلامی تعزیر را همواره تا ۷۴ ضربه شلاق معین کرده‌است:
- اگر کسی امری غیر از زنا یا لواط، مانند مساحقه و سایر کارهای حرام را به دیگری نسبت دهد.[۱۰]
- هر دشنامی که باعث اذیت شنونده شود و دلالت بر قذف نکند. مانند اینکه کسی به زنش بگوید تو باکره نبودی».[۱۱] در این مورد آزار رساندن و کنایه زدن موجب تعزیر دانسته شده‌است. مثل اینکه کسی بگوید «من که زانی نیستم» یا «مادر من که زانیه نیست» تا به کنایه بفهماند که دیگری یا مادر او زناکار است.
- «هرگاه فرد بالغ و عاقل شخص نابالغ یا غیر مسلمان را قذف کند».[۱۲]
- «اگر پدر یا جد پدری فرزندش را قذف کند».[۱۳] البته شهید اول در لمعه دمشقیه و شیخ طوسی در النهایه این مورد را «تو فرزند من نیستی» موجب حد دانسته‌اند.
- «اگر قذف کننده بعد از اجرای حد بگوید آنچه گفتم حق بود».[۱۴]
- «هرگاه دو نفر همدیگر را قذف کنند».[۱۵]

## اعدام
- اگر کسی سه بار مرتکب قذف شود و هر بار برای آن حد بخورد در بار چهارم اعدام خواهد شد.[۱۶]
- اگر کسی پیامبر اسلام یا یکی از امامان شیعه را قذف کند یا در نبوت یا صداقت او شک داشته باشد، مرتد شمرده شده و قتل او واجب است حتی اگر توبه کند. این مورد، اشخاصی که ادعای نبوت می‌کنند را هم در بر می‌گیرد.[۱۷]
- اگر کسی مادر پیامبر اسلام را قذف کند مرتد است و قتل او جایز است. البته در این مورد قتل او واجب نیست، و توبه او نیز پذیرفته می‌شود، هر چند جواز قتل با توبه ساقط نمی‌شود.[۱۷]

## اثبات قذف
اثبات قذف با دو بار اقرار یا شهادت دو مرد عادل صورت می‌گیرد.